# Richard Lumley, 12. Earl of Scarbrough
Richard Aldred Lumley, 12. Earl of Scarbrough (* 5. Dezember 1932 auf Lumley Castle, County Durham; † 23. März 2004 in Sandbeck House bei Rotherham), war ein britischer Peer und Politiker. Zwischen 1945 und 1969 war er unter dem Höflichkeitstitel Viscount Lumley bekannt.
Er war der Sohn von Lawrence Lumley, 11. Earl of Scarbrough, und Katherine Isobel McEwen. Bei dem Tod seines Vaters 1969 erbte er dessen Adelstitel nebst dem damals damit verbundenen Sitz im House of Lords. Mit dem House of Lords Act 1999 verlor er seinen erblichen Sitz im Parlament.
Von 1996 bis 2004 war er Lord Lieutenant von South Yorkshire.
1970 heiratete er Lady Elizabeth Anne Ramsay, älteste Tochter von Simon Ramsay, 16. Earl of Dalhousie. Mit ihr hatte er eine Tochter und drei Söhne:
- Rose Frederica Lily Lumley
- Richard Osbert Lumley, 13. Earl of Scarbrough (* 1973)
- Frederick Henry Lumley (* 1975; † 1975)
- Thomas Henry Lumley (* 1980)

Bei seinem Tod 2004 erbte sein ältester Sohn Richard Osbert seine Titel.